# Mörtsjön (Husby-Långhundra socken, Uppland)
Mörtsjön är en sjö i Knivsta kommun i Uppland och ingår i Norrströms huvudavrinningsområde.